# Современная классическая музыка
Современная классическая музыка (англ. contemporary classical music) — музыка, написанная с середины 1970-х годов по настоящее время, и включающая модернистскую, постмодернистскую, неоромантическую и плюралистическую музыку. Тем не менее этот термин может также использоваться в более широком смысле — для обозначения всех музыкальных форм, написанных после 1945 года, включая академическую музыку XX века. В настоящее время самый распространённый вид современной классической музыки — академическая музыка XXI века.

## Деление
Вообще, «современная классическая музыка» включает:
- Современные формы художественной музыки;
- Современные формы посттональной музыки после смерти Антона Веберна (включая серийную музыку, электроакустическую музыку, экспериментальную музыку, атональную музыку, минималистскую музыку и т. д.);
- Формы этой музыки после 1975 года (включая постмодернистскую музыку, спектральную музыку, пост-минимализм, звуковое искусство и т. д.).

## Черты современной классической музыки
В начале двадцатого века композиторы классической музыки экспериментировали со все более диссонирующим языком основного тона, который иногда давал атональные произведения (такие произведения писал, например, британский композитор Кайхосру Сорабджи). После Первой мировой войны, как реакция на то, что они считали музыку все более преувеличенной бесформенностью позднего романтизма, некоторые композиторы приняли неоклассический стиль, который стремился вернуть сбалансированные формы и явно ощутимые тематические процессы более ранних стилей (см. также Новая простота и Соцреализм). После Второй мировой войны модернистские композиторы стремились достичь более высокого уровня в своем композиционном процессе (например, с помощью техники двенадцати тонов, а позднее — тотального сериализма). Технологические достижения привели к рождению электронной музыки. Эксперименты с повторяющимися текстурами способствовали появлению минимализма. Другие композиторы начали исследовать театральный потенциал музыкального перформанса (перформанс, смешанная техника, флуксус). Новые произведения современной классической музыки продолжают создаваться. Каждый год Бостонская консерватория в Беркли проводит 700 представлений современной классической музыки. Новые работы учеников программы «Современная классическая музыка» составляют около 150 таких представлений.

## Композиторы в 1945—1975 годы
В некоторой степени европейские и американские традиции разошлись после Второй мировой войны. Среди наиболее влиятельных композиторов в Европе были Пьер Булез, Луиджи Ноно и Карлхайнц Штокхаузен. Первый и последний — оба ученика Оливье Мессиана. Важной эстетической философией, а также группой композиционных техник в это время был сериализм (также называемый «сквозной музыкой», «тотальной музыкой» или «тотальным упорядочением тонов»), который взяли за основу композиции Арнольд Шенберг и Антон Веберн (но он был против традиционной музыки с двенадцатью тонами), а также был тесно связан с Ле Корбюзье. Однако, некоторые более традиционно основанные композиторы, такие как Дмитрий Шостакович и Бенджамин Бриттен, сохранили тональный стиль композиции, несмотря на известное сериалистическое движение .
В Америке такие композиторы, как Милтон Бэббитт, Джон Кейдж, Эллиот Картер, Генри Коуэлл, Филип Гласс, Стив Райх, Джордж Рочберг и Роджер Сессионс, сформировали свои собственные идеи. Некоторые из этих композиторов (Кейдж, Коуэлл, Гласс, Райх) представляли новую методологию экспериментальной музыки, которая стала подвергать сомнению основные понятия музыки, такие как нотация, исполнение, продолжительность и повторение, в то время как другие (Баббитт, Рочберг, Сессионс) создавали форму музыки, и их собственные расширения двенадцатитонального сериализма Шенберга повлияли на всю современную классическую музыку.

## Споры
Долгое время шли споры, считать ли современную классическую музыку музыкальным стилем или оставить это название исключительно для нового или авангардного музыкального направления. По сей день использование значения не является полностью однородным. Иногда оно используется, применительно только к музыке живых композиторов. Таким образом, не существует общепринятого критерия для его использования, но термин используется в основном для обозначения временного интервала в развитии музыки.